# Toro con Soga de Lodosa
El Toro con Soga de Lodosa (Navarra) es un festejo popular taurino que se celebra con motivo de las fiestas en honor de la Virgen de las Angustias, que tienen lugar el tercer fin de semana de septiembre. Fue declarada Fiesta de Interés Turístico de Navarra en 2014.

## Origen y evolución
El Origen de este festejo popular taurino es difícil de precisar, si bien, la constancia documental más antigua de su existencia en la Ribera del Ebro se remonta al Fuero de Sobarbe, otorgado por Alfonso el Batallador a Tudela en el siglo XII (1104-1134). Concretamente la referencia al Toro con Soga la encontramos en el artículo 293 que establece que:

"si conduciendo por el pueblo al matadero alguna vaca, buey, toro o cualquiera otra bestia, hiciere daño, la pierda su dueño, «pero si el traimiento fuese por razón de bodas, de esposamiento o de nuevo misacantano, si daino a alguno fuere ssido, non es ailli pena ni periglo alguno, si doncas el tenedor o tenedores de la cuerda, maliciosament non ficieren flox o soltura de aqueilla por facer daino o escarnio".

Esta referencia vuelve a aparecer el 27 de febrero de 1876 entre los diferentes actos que se realizaron durante la fiesta organizada en el municipio para "alegrar y consolar los sufrimientos de la III Guerra Carilsta". Aparte del Toro con Soga, en el artículo del Eco de Navarra figuran una misa, una procesión y música.
El 19 de septiembre de 1854 se fundó la Cofradía de la Virgen de las Angustias. En los capítulos de la misma se acordó celebrar unas fiestas en honor a la virgen el tercer domingo de septiembre en las que, tras la procesión de la Patrona y la Misa Mayor, se correría un toro bravo, sujeto con una soga. Este acto era autorizado por el gobernador civil de Navarra bajo la responsabilidad del alcalde del municipio.
A partir de entonces, el festejo únicamente fue interrumpido en dos ocasiones. La primera durante la Guerra Civil, aunque este periodo fue breve, ya que en 1940 el alcalde Agustín Arnedillo reanudó la tradición. La segunda, en 1968, tuvo lugar debido al fallecimiento de Angustias Irisarri por una cogida en el transcurso del festejo. Esta prohibición fue levantada en 1976 por José Dewisme, siguiendo la tradición hasta la actualidad.

## Descripción del festejo
El toro con soga se celebra por la mañana y por la tarde durante las fiestas en honor de la Virgen de las Angustias y tienen una duración aproximada de una hora.
El inicio de este festejo tiene lugar en la plaza próxima al ayuntamiento, donde un grupo de jóvenes atan una soga a los cuernos del toro. A partir de ese momento el astado discurre sin rumbo fijo por un recorrido sin vallas ni obstáculos, únicamente atado por la soga de la que tiran los mozos, que muestran sus habilidades y carreras delante del animal. geolocalizado con la app lodosa se puede ver por donde vas solo pueden entrar la en cierro lo mañores de 18 y si entra alguien menor le multará la foral

## Asociación cultural "Lodosa por el Toro"
El 23 de julio de 2009 fue constituida legalmente la asociación cultural "Lodosa por el Toro". Entre sus objetivos se encuentran la organización, expansión, conservación desarrollo y divulgación de las fiestas y tradiciones arraigadas en el municipio, entre la que se encuentra el Toro de soga.

## Reconocimientos
- El 7 de abril de 2014, el Consejero de Cultura, Turismo y Relaciones Institucionales del Gobierno de Navarra emitió una orden por la que se declaró el Toro con soga de Lodosa como Fiesta de Interés Turístico Regional.[15]